# Mystère d'Elche
 (mai 2024).
Si vous disposez d'ouvrages ou d'articles de référence ou si vous connaissez des sites web de qualité traitant du thème abordé ici, merci de compléter l'article en donnant les références utiles à sa vérifiabilité et en les liant à la section « Notes et références ».
Le Mystère d'Elche (en catalan Misteri d'Elx) est une représentation théâtrale (un mystère) que l'on donne chaque année depuis le Moyen-Âge à Elche (Espagne), où il est aussi connu sous le nom de La Festa (La Fête).
L'œuvre est donnée chaque 14 et 15 août dans la Basílica de Santa Maria et on y met en scène la Mort, l'Assomption et le Couronnement de la Vierge.
Des recherches récentes situent son origine autour de la seconde moitié du XVe siècle. Cela contredit une tradition locale qui relie la création du Mystère à la reconquête d'Elche en 1265 et à la découverte de la statue de la Vierge le 29 décembre 1370 dans la localité proche de Santa Pola. Cette pièce est unique dans son genre car elle a été représentée sans interruption jusqu'à aujourd'hui. Elle possède des droits spéciaux, car le Concile de Trente interdisait les représentations théâtrales dans les églises, mais exceptait le Misteri d'Elx. Ce fut le Pape Urbain VIII qui, en 1632, concéda au village d'Elche, par le moyen d'une bulle, la permission de continuer cette représentation.
Chacun des personnages est représenté par des hommes ; en effet il était interdit aux femmes d'apparaître dans ce genre de représentations.
Le texte du Misteri, à l'exception de quelques vers en latin, est intégralement écrit en catalan ancien.
La musique est un amalgame de styles de différentes époques qui incluent des motifs du Moyen Âge, de la Renaissance et du Baroque.
L'UNESCO a déclaré le mystère d’Elche patrimoine culturel immatériel de l'humanité le 18 mai 2001.

## Origines

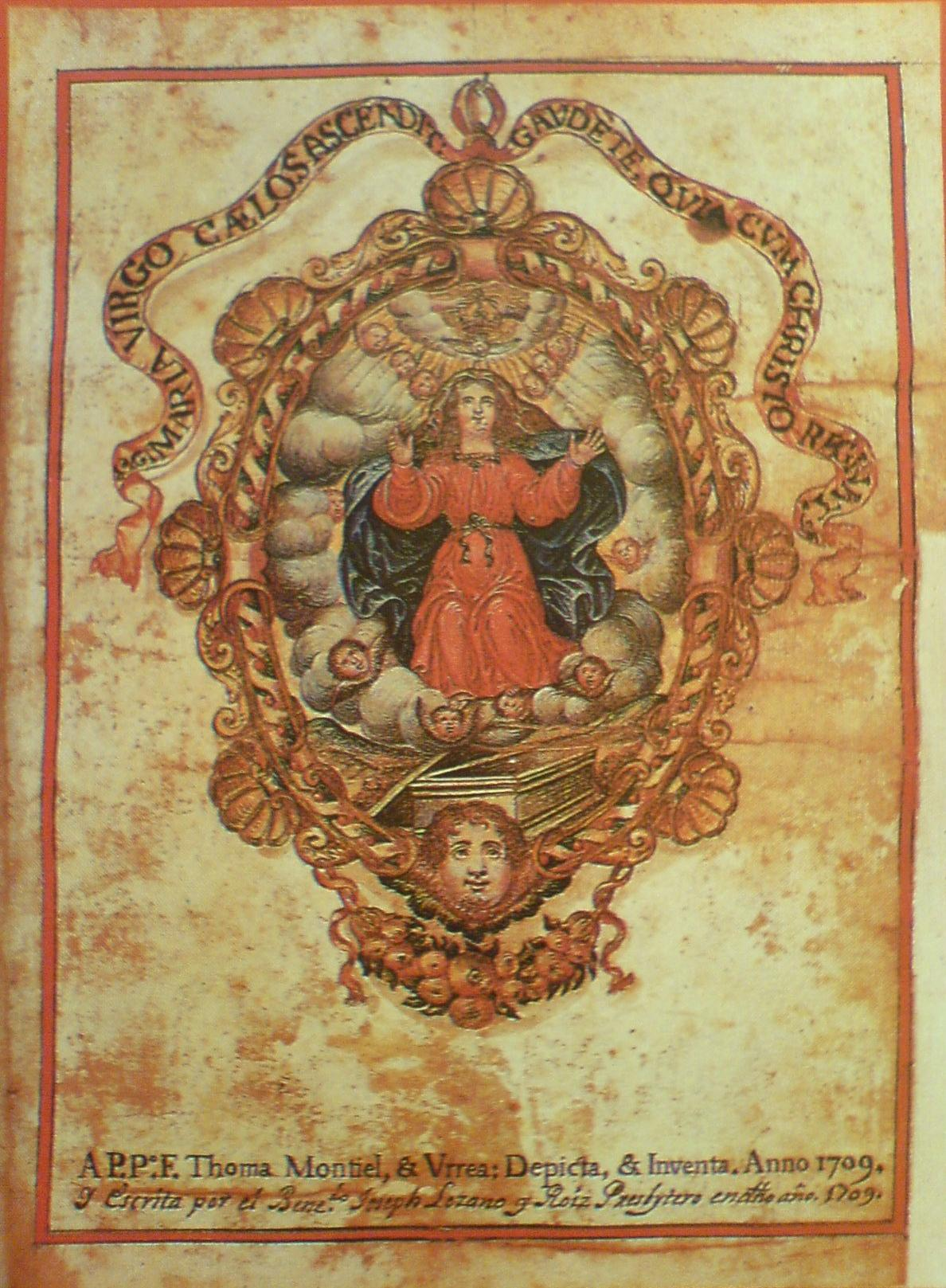
Manuscrit de 1709.

### Origine du texte
Le premier témoignage que nous ayons du texte, est une copie effectuée au XVIIe siècle. Le manuscrit original est perdu, mais nous possédons des copies. Actuellement la copie la plus ancienne que possède la ville est de 1709 ; c'était une copie du Consueta pour les maîtres de la chapelle. Le Consueta est un nom ancien qui est donné à un cahier de notes, dans lequel était annoté le rite à suivre lors de chaque célébration ; dans ce cas, il s'agit du Consueta de la Festa.
Le texte est court ; il est formé de 139 vers dans la première partie et de 119 dans la seconde. Les vers en majorité sont courts et avec une versification très simple. Les strophes sont de quatre vers et les rimes sont construites suivant le schéma aabb. Au début le texte n'est pas chanté, mais peu à peu la musique se développe jusqu'à accompagner tout le texte. L'auteur reste inconnu.

### Origine de la musique
La partie musicale a été étudiée par Óscar Esplá, selon qui la partition date de différentes époques. La partie la plus ancienne pourrait être issue de la liturgie mozarabe (d'époque médiévale). Ce serait l'origine des chants de Marie et de l'Ange.
Pour d'autres parties plus modernes, on connaît quelques auteurs comme :
- Ginés Pérez (1548), auteur de “A vosaltres venim pregar que ensems anem a soterrar”.
- Antonio de Ribera (1521) auteur de “ Flor de virginal bellesa”, “ Aquesta gran novetat”.
- Lluis Vich (1594) qui est l'auteur de “ Ans d’entrar en la sepultura”.

L'auteur de Ternari est inconnu, mais d'après ses caractéristiques il serait également du XVIe siècle.
Enfin il y a eu des apports postérieurs, ce qui fait que la Festa a toujours été une chose vivante en évolution permanente.

### Origine de la représentation
L'origine de la représentation n'est pas datée, mais on sait que déjà en 1266 existait un document royal autorisant la célébration. Cela signifie que seulement 24 ans après l'expulsion des musulmans, déjà on célébrait à Elche une représentation sur l'Assomption de Marie, mais qui serait très différente de l'actuelle. La représentation prend sa véritable forme avec l'introduction de la machinerie baroque, qui amène de nombreuses machines, qui sont citées dans le Consueta de 1625. On parle également de tirs de fusées, de sonneries de cloches, de processions d'entrée et sortie.

## Le dispositif scénique

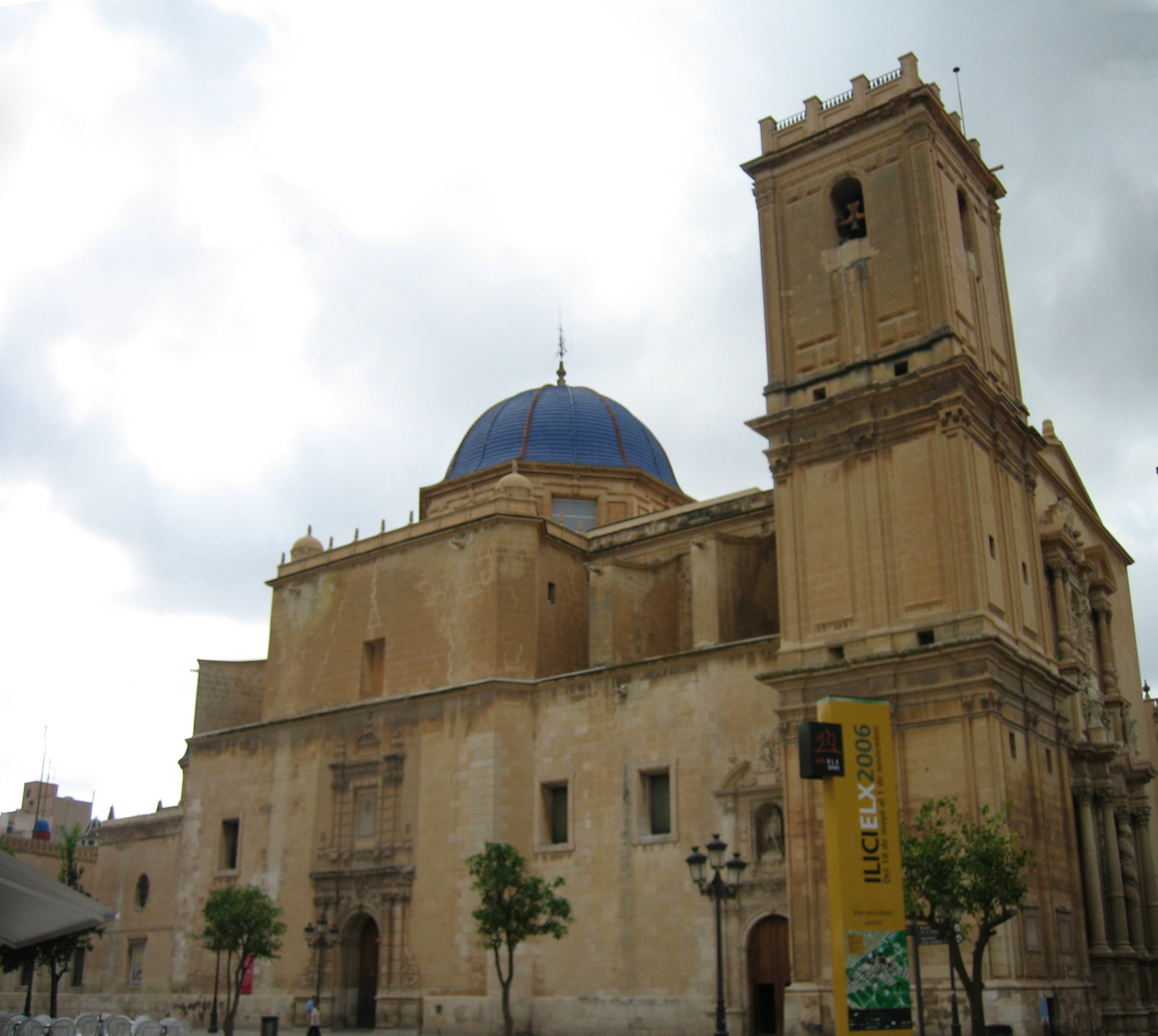
Basilique Santa Maria d'Elche

Le Mystère se déroule dans la Basilique de Santa Maria, qui a subi quelques aménagements.

### Le Ciel
Une grande tenture est placée en haut du cercle formé par le dôme ; elle remplit la double fonction de représenter le ciel et de cacher les mécanismes qui permettent l'ascension et la descente dans les airs des différents objets. Ce système doit être probablement aussi ancien que la représentation actuelle, soit environ 1530 ; le document le plus ancien que nous ayons mentionnant la présence de déplacements dans les airs.
La tenture sépare les actions célestes de celles d'ici-bas ; elle possède une ouverture appelée chemin du ciel, qui est ouverte et refermée à trois occasions pour le passage des mécanismes aériens.

### La Grenade (Magrana)
Ce nom désigne le système chargé de transporter l'Ange apportant la Palme à Marie. L'appareil a une structure octogonale et est fermé sur ses huit côtés, lui donnant une forme sphérique. L'extérieur est peint en rouge. Lors de sa descente du ciel, les huit quartiers s'ouvrent, révélant l'intérieur décoré et l'ange avec sa palme.
Dans sa structure actuelle, le mécanisme date de la seconde moitié du XVIe siècle.
On pense que le nom de grenade est plus récent, et a amené le remplacement de la couleur traditionnelle (bleu) par la couleur actuelle (rouge) ; le nom plus ancien et plus correct serait nuée.

### Le Araceli
Le Araceli (ou Recèlica) (Anges) présente un aspect de retable : en son centre se trouve l'Ange Majeur, debout, et autour sont agenouillés quatre anges, deux adultes en haut et deux enfants en bas.
Les anges entrent en scène à deux occasions, une fois dans chaque acte. Dans le premier acte, ils descendent pour emporter l'âme de Marie au ciel, et pour ordonner aux apôtres d'organiser une procession et d'enterrer le corps.
Dans le second acte, dans la grande scène finale, l'ange central est remplacé par l'image de Vierge de l'Assomption (patronne de la ville), qui est couronnée à la moitié de son ascension au ciel par la Sainte Trinité.

### Le Couronnement ou Trinité
Le dernier mécanisme aérien est appelé Couronnement ou Trinité (Coronació ou Trinitat). Il s'agit d'une construction ayant la structure d'un retable, semblable à l'Araceli, mais de taille plus réduite. Dans sa partie centrale se trouve un trône dans lequel s'assoit le chanteur qui représente le Père Éternel ; à ses côtés sont agenouillés deux enfants qui représentent les deux autres personnes de la Sainte Trinité. Ce troisième appareil scénique paraît être le plus récent.
Les trois mécanismes aériens sont tenus par des câbles et sont actionnés à la main grâce à des treuils situés sur la terrasse du presbytère.

### Le Corridor
Ce nom est donné à la grande rampe qui, traversant dans toute sa longueur l'édifice, met en communication le cadafal avec l'entrée principale de l'église. Entre les piliers de l'église sont disposés trois groupes sculptés ou petits autels représentant des moments clés de la Passion du Christ : le Jardin de Gethsémani, le Calvaire et le Saint-Sépulcre.
L'importance du corridor est grande autant sur le plan scénique que symbolique. Dans son premier rôle, il est le seul élément physique qui permet que l'église soit convertie en une scène dramatique ; sur le plan symbolique, le corridor est le chemin qui permet la communication entre le monde terrestre et le monde divin. Il est la représentation symbolique du chemin spirituel que doivent accomplir tous les personnages.
Par exemple, Marie accomplira le pèlerinage de la Passion de Jésus, ce qui signifie qu'elle retrouve l'idéal du christianisme, qui est de revivre la Passion de Jésus.

### Le Cadafal
Ce nom désigne la plateforme sur laquelle se déroule la plus grande partie de la représentation. Elle est dressée au centre du transept, afin de faire coïncider le sépulcre avec l'ouverture du chemin du Ciel.
Le Cadafal est totalement couvert de bois pour cacher au public le dessous de la scène, endroit où l'on remplace les statues par des acteurs, etc.

## L'Œuvre

### Premier ActeLa Vespra
Il a lieu le 14 août. Cela commence avec la Vierge, Marie Salomé, Marie Jacobé et six anges qui se présentent à la porte de la Basilique. L'orgue de l'église joue. L'Archiprêtre et les Chevaliers parcourent la rampe qui conduit à la scène (cadafal) et la Vierge entonne un chant d'encouragement, en s'adressant au cortège qui l'accompagne. Ceux-ci, à leur tour, lui déclarent leur loyauté. Elle, alors, s'agenouille et déclare son intention de rejoindre son Fils. Puis elle monte sur la scène (cadafal), accompagnée de sa suite, tout en évoquant dans une sorte de Chemin de Croix, la Passion du Christ.
Une fois en haut, elle s'agenouille à nouveau pendant que les deux Marie et les anges l'accompagnent à pied à ses côtés. La Vierge exprime une nouvelle fois le désir de rejoindre son Fils.
Plus tard, les portes du ciel s'ouvrent et, dans une sphère grenat et dorée (appelée magrana ou grenade), un ange descend pour entonner un chant dans lequel il salue la Vierge, lui annonçant que son Fils accepte de satisfaire sa demande.
L'ange s'approche de Marie lui remettant une palme. Elle la prend et lui fait connaître son désir d'être accompagnée par les apôtres au moment de sa mort. L'ange remonte au ciel garantissant la réalisation du désir de la Vierge.
Saint Jean, vêtu de blanc, apparaît au pied de la rampe qui conduit au cadafal, tenant dans sa main l'Évangile. Une fois en haut, Marie lui annonce l'imminence de sa mort, tout en confiant à Saint Jean la palme que lui avait remise l'ange. Lui la reçoit et entonne, plus tard, un chant de tristesse.
Monte sur le cadafal, l'apôtre Saint Pierre, portant avec lui les clés du ciel ; il se déclare surpris par ce qui arrive. Arrivé près du lit de Marie, il la salue en entonnant un chant alors que six autres apôtres montent par la rampe.

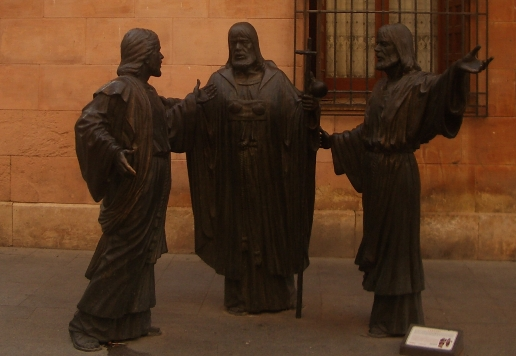
Sculpture représentant le "Ternari"

À ce moment, trois apôtres entrent dans l'église par trois portes différentes, se saluent entre eux et chantent leur surprise d'une telle coïncidence (scène connue comme "El Ternari"). Plus tard, ils montent sur le cadafal et, alors tous les apôtres réunis (à l'exception de Saint Thomas) entonnent un Salve Regina à la Vierge.
Finalement, Saint Pierre s'adresse à Marie et la questionne sur le mystère qui entoure tout ce rassemblement. La suite de la Vierge se réunit autour de Marie et, celle-ci, attristée, demande à ses enfants de l'enterrer dans la Vallée de Josafat.
À la fin des dernières notes, la Vierge tombe morte sur le lit. Les apôtres, portant des cierges allumés, entonnent un chant dans lequel ils espèrent sa résurrection.
Les portes du ciel s'ouvrent et cinq anges (araceli) descendent chantant la Mère de Dieu. Une fois en bas, ils prennent possession de l'âme de Marie, puis remontent chantant le même cantique qu'au début.
L'archiprêtre de Santa María et les Chevaliers montent sur le cadafal et baisent les pieds du corps de la Vierge. Les suivent les deux Marie, les anges et les apôtres. Ensuite, saint Jean, dépose sur Marie la palme dorée. Ainsi se conclut le premier acte.

### Acte SecondLa Festa
Il a lieu le jour suivant, 15 août.
Le matin à 10 heures, a lieu dans la rue la procession du soterrar (l'enterrement) de Marie, avec les cantiques de La Festa et la participation des acteurs.
Le second acte proprement dit commence lorsque l'archiprêtre et les Chevaliers montent la rampe et baisent les pieds de la Vierge. Derrière eux, les apôtres, se disposent tout autour. Marie Salomé, Marie Jacobé et la suite des anges attendent au début du corridor.
Trois apôtres chantent en invitant le cortège à s'unir à l'enterrement. Quatre d'entre eux descendent la rampe et, en se répondant les uns aux autres, la suite et les apôtres montent ensemble jusqu'au cadafal.
Saint Pierre prend la palme qui repose sur le corps de la Vierge et, s'adressant à Saint Jean, la lui remet, lui demandant qu'il la porte. Celui-ci accepte et, ensuite, tous les disciples, agenouillés face au corps de la Vierge, commencent un chant préparant ainsi son enterrement.
Lorsqu'ils ont fini, ils se relèvent entonnant cette fois le psaume In exitu Israel d'Egipto, propre de la liturgie des funérailles. Soudain, intrigués par les chants, un groupe de juifs apparait sur la scène à l'entrée du corridor. Deux d'entre eux montent vers le cadafal découvrant les apôtres autour de la Vierge. Ils redescendent et font savoir aux autres le motif de ces chants. Ceux-ci, troublés, décident d'attaquer le groupe des disciples afin d'emporter le corps sans vie de Marie et de le faire disparaître.
Le Grand Rabbin, qui fait partie du groupe, interrompt menaçant le psaume que les apôtres continuent de chanter. Les juifs, alors, commencent à monter vers le cadafal. Saint Jean et saint Pierre essaient d'empêcher le sacrilège en affrontant le groupe malintentionné. Mais ceux-ci, plus nombreux, réussissent à arriver en haut et à s'approcher du corps de Marie. Un d'eux, essayant de le saisir, voit comment ses propres mains se paralysent, en une sorte de miracle. Les autres, témoins du fait, tombent à genoux accablés et contrits. Ils chantent, alors, implorant l'aide de Dieu.
Les disciples, ayant pitié d'eux, leur demandent de croire en la virginité de Marie. Le groupe des juifs, encore à genoux, demandent en suppliant d'être baptisés. Ils chantent ainsi aux apôtres, qu'ils reconnaissent Marie comme la mère du fils de Dieu.
Saint Pierre les baptise. Les juifs deviennent joyeux et commencent à chanter rendant grâce à la Vierge. Un d'eux, portant en l'air une croix, entame la procession qui se terminera avec l'enterrement de Marie.
L'orgue de l'église joue à ce moment et les portes du ciel s'ouvrent. Les araceli (anges) descendent à nouveau, portant avec eux l'âme de la Vierge et le chant des anges emplit la basilique en promettant la résurrection de Marie.
Les Chevaliers retournent dans l'église accompagnant Saint Thomas (qui, selon la tradition, revenait de l'Inde, où il avait été envoyé pour prêcher). Celui-ci, désolé de n'avoir pu assister à l'enterrement, commence à entonner un chant implorant la Vierge de lui pardonner.
Le ciel, alors, s'ouvre à nouveau et Dieu le Père, accompagné de la Sainte Trinité, commence à descendre. Il porte dans ses mains une couronne dorée, la déposant doucement sur la tête de Marie. Une pluie venue du ciel couvre d'or la scène, les cloches sonnent à toute volée et une salve de fusées est lancée pendant que les spectateurs et les acteurs au point culminant de la représentation, acclament Visca la Mare de Déu !
La Sainte Trinité et les araceli (anges) sont montés au ciel. Et les apôtres, ainsi que les juifs, entonnent finalement le Gloria Patri.

## Préparatifs
Le 6 août, dans la salle du Conseil, a lieu la prova de veus (l'essai des voix), en vue de choisir ceux qui vont chanter "El Misteri" ; la sélection est faite par le conseil prouvant ainsi l'implication de la municipalité et non du clergé.
Le 10 août, à six heures du soir, dans la basilique, est faite la prova de l'àngel, (l'essai de l'ange) qui permet de choisir les enfants n'ayant pas le vertige et donc capables de descendre depuis le dôme, à l'intérieur des mécanismes aériens.
Les 11, 12 et 13 août, ont lieu les Ensayos generales (les répétitions générales).